# جزندر
جزندر، روستایی است از توابع دهستان پیراکوه در بخش مرکزی شهرستان جوین استان خراسان رضوی ایران.جمعیت۹۰نفر

## جمعیت
این روستا در دهستان پیراکوه قرار داشته و بر اساس سرشماری سال ۱۳۸۵ جمعیت آن ۳۵۷ نفر (۹۳ خانوار)
بوده است.